# خوسيه كانيت
خوسيه كانيت (بالإسبانية: José Cañete) هو لاعب كرة قدم باراغواياني، ولد في 19 مارس 1996 في General Elizardo Aquino ‏ في باراغواي. لعب مع أوليمبيا أسونسيون.

## وصلات خارجية
- خوسيه كانيت على موقع قاعدة بيانات كرة القدم.إي يو (الإنجليزية)
- خوسيه كانيت على موقع Soccerway.com (الإنجليزية)
- خوسيه كانيت على موقع AS.com (الإسبانية)